# Cyrtolobus viridis
Cyrtolobus viridis är en insektsart som beskrevs av Emmons. Cyrtolobus viridis ingår i släktet Cyrtolobus och familjen hornstritar. Inga underarter finns listade i Catalogue of Life.